# Коз (кантон)
Коз (фр. Cozes) — кантон во Франции, находится в регионе Пуату — Шаранта. Департамент кантона — Приморская Шаранта. Входит в состав округа Сент. Население кантона на 2006 год составляло 11 339 человек.
Код INSEE кантона 1708. Всего в кантон Коз входят 14 коммун, из них главной коммуной является Коз.

## Коммуны кантона
- Арс-сюр-Жиронд — население 608 чел.
- Барзан — население 449 чел.
- Бутенак-Туван — население 195 чел.
- Бри-су-Мортань — население 247 чел.
- Шенак-Сен-Сёрен-д’Юзе — население 590 чел.
- Коз — население 1915 чел.
- Эпарнь — население 781 чел.
- Флуарак — население 331 чел.
- Грезак — население 675 чел.
- Мешер-сюр-Жиронд — население 2619 чел.
- Мортань-сюр-Жиронд — население 1022 чел.
- Сен-Ромен-сюр-Жиронд — население 50 чел.
- Семюссак — население 1778 чел.
- Тальмон-сюр-Жиронд — население 79 чел.